# Квиса

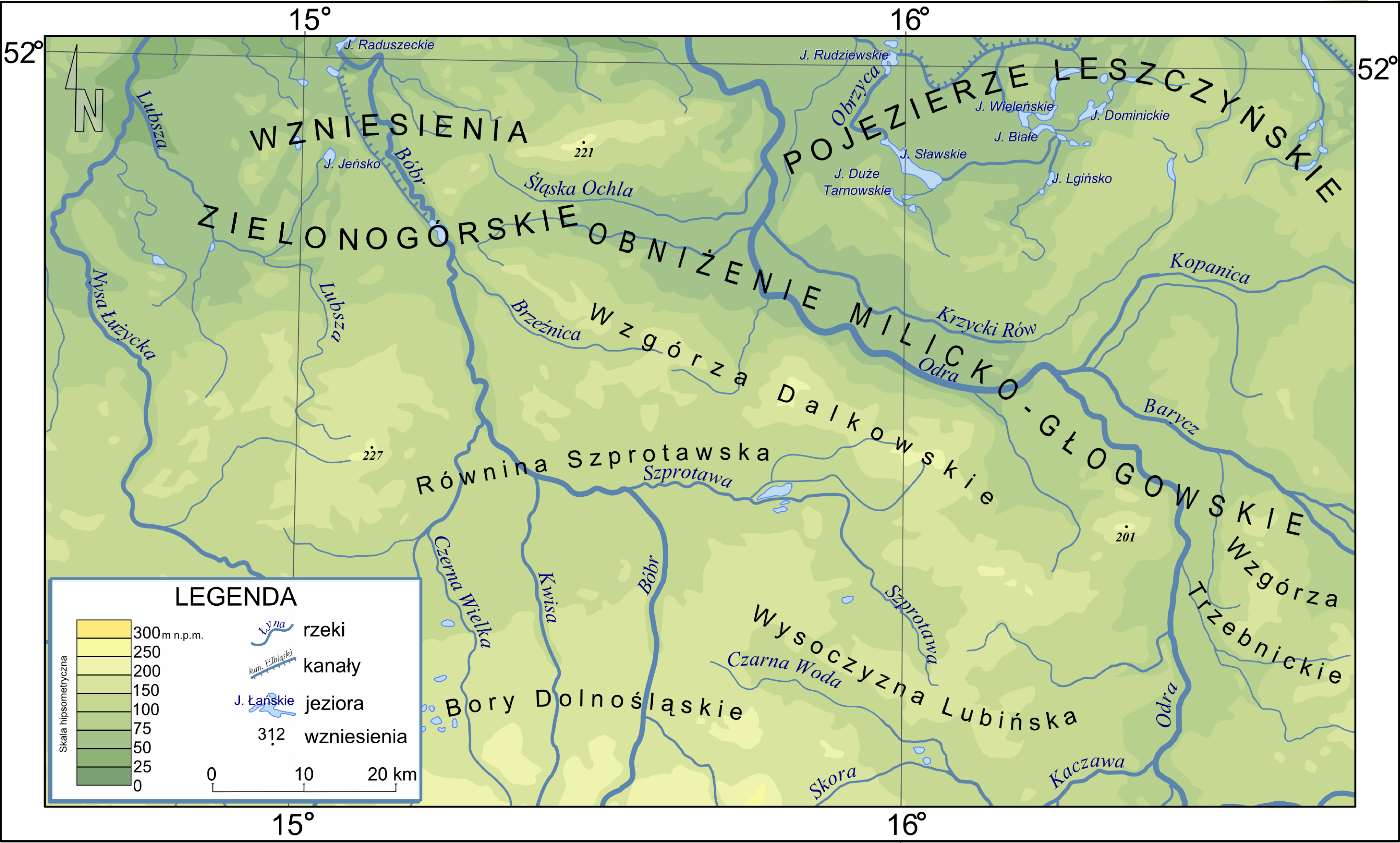

Квиса (пол. Kwisa, нем. Queis, kfisa) — река на юго-западе Польши, левый приток Бубра. Длина реки — 126,8 км, площадь бассейна — 1026 км².
Квиса берёт начало в Йизерских горах (Нижняя Силезия) на высоте 1020 м, где она течёт вдоль границы Чешской республики в Польшу. У подножия массива Смрк поворачивает на север и течёт через города Сверадув-Здруй, Мирск, Грыфув-Слёнский, Лесьна, Любань, Новогродзец и Кличкув. И только потом она впадает в Бубр. Высота устья — 110 м над уровнем моря.